# Miliés (Magnésie)
Miliés, en grec moderne : Μηλιές, est un village et un ancien dème du district régional de Magnésie, en Thessalie, Grèce. Depuis 2010, il est fusionné au sein du dème du Pélion-du-Sud.
Selon le recensement de 2011, la population du dème compte 3 085 habitants tandis que celle du village s'élève à 640 habitants.
Ánthimos Gazís et Grigórios Konstantás, deux figures de la renaissance culturelle grecque, sont originaires du village,.